# Herb Mosiny
Herb Mosiny – jeden z symboli miasta Mosina i gminy Mosina w postaci herbu.

## Wygląd i symbolika
Herb przedstawia na czerwonej tarczy Orła Białego z szeroko rozpostartymi skrzydłami i złotą koroną na głowie. Jego szpony i dziób także złote. 
Mosina była miastem królewskim i miała prawo używać godła państwowego jako swojego herbu.

## Historia
Najstarsze pieczęcie z wizerunkiem herbowym pochodzą z XVIII wieku. Przedstawiają one orła białego polu czerwonym. Po zajęciu miasta przez Prusy w 1793 roku zmieniono herb, w którego polu wyobrażano ratusz z wieżą zegarową. Do dawnego herbu powrócono dopiero w XX wieku. Inicjatorem zmiany była Komisja Kultury i Oświaty Rady Narodowej Miasta i Gminy w Mosinie, która 4 maja 1985 roku podjęła uchwałę w tej sprawie.